# Tonkanese
| Tonkanese                                                    | Tonkanese                                                                 |
| Alina vom Rödgerwald                                         | Alina vom Rödgerwald                                                      |
| Standard GCCF: TOS, CFA: TON, TICA: TO, FIFe nicht anerkannt | Standard GCCF: TOS, CFA: TON, TICA: TO, FIFe nicht anerkannt              |
| ------------------------------------------------------------ | ------------------------------------------------------------------------- |
| Gewicht                                                      | Kater: 4–5 kg Kätzin: 3–4 kg                                              |
| erlaubte Farben                                              | braun blau chocolate lilac rot creme und die entsprechenden Torties       |
| erlaubte Fellzeichnung                                       | alle Grundfarben in mink, point und solid, außerdem tabby                 |
| Augenfarbe                                                   | von dunkelblau (point) über aquamarin (mink) bis hin zu grün-gelb (solid) |
| Liste der Katzenrassen                                       |                                                                           |

Die Katzenrasse Tonkanese  vereint Eigenschaften der Siamesen und Burmesen in einer mittelgroßen Katze mit türkisblauen Augen.

## Geschichte
Manuskripte aus dem 14. Jahrhundert aus Ayuttaya (von 1351 bis 1767 Hauptstadt Siams, des heutigen Thailands) zeigen Bilder von sogenannten Kupferkatzen („maeo thong daeng“), blassbräunliche Tiere mit dunklen Abzeichen – den Tonkanesen verblüffend ähnlich.
Es ist also auch anzunehmen, dass sich unter den ersten Siamesen, die gegen Ende des 18. Jahrhunderts nach Großbritannien kamen, auch Tonkanesen befanden. In der Tat unterschied man damals zwischen der „Royal Cat of Siam“ (königliche Katze von Siam), die dunkle Abzeichen (Points) und einen helleren Körper hatte, und den „Chocolate Siamese“. Letztere waren wahrscheinlich Tonkanesen. Bei ihnen waren (und sind auch heute noch) zwar die Abzeichen kräftig gefärbt, der Kontrast zwischen Körper- und Abzeichenfarbe (Points) jedoch sehr schwach. Die Körperfarbe selbst also eine Mischung zwischen dem Farbton der Burma und der Körperfarbe der Siam.
Obwohl also dunkler gefärbte Maskenkatzen in England seit 1800 immer wieder beschrieben wurden, beginnt die eigentliche Geschichte der Tonkanesen im Jahr 1930, als der amerikanische Schiffsarzt Dr. Joseph Thompson von einer seiner Reisen eine kleine braune Maskenkatze namens Wong Mau nach Kalifornien mitbrachte. Die Katze wurde als eine braune Hybride mit dunkleren Points im Gesicht, an Beinen, Pfoten und Schwanz beschrieben. Man hielt sie für eine Siamkatze mit schlechter Farbe und verpaarte sie mit einem Siamkater. Im Wurf gab es hellere Kätzchen mit Siamzeichnung und dunklere, die der Mutter glichen. Einer der dunkleren Kater wurde dann auf seine Mutter zurückverpaart. In diesem Wurf gab es Jungtiere in drei verschiedenen Farbtypen: helle Kätzchen mit dunkler Maske (pointed/Siamzeichnung) mit tiefblauen Augen, dunkle Kätzchen mit kaum sichtbarer Maske (solid/burmesenfarben) mit gelblich-grünen Augen und Kätzchen mit einem mittleren Kontrast (Mink) und aquafarbenen Augen. Die Züchter konzentrierten sich in der Folge auf die dunklen Kätzchen, aus denen die Burma entstand, und vernachlässigten die Katzen mit dem mittleren Kontrast, die Tonkanesennachkommen. So gilt Wong Mau als Stammmutter der Burmesen, obwohl sie eigentlich „Tonkanese“ war.
Erst im Jahre 1950 befasste sich der New Yorker Züchter Milan Greer mit der Tonkanesenzucht. Er zeigte sie aber nur selten auf Ausstellungen, so dass sich die Katzenszene nicht ernsthaft für sie zu interessieren begann. In den 1960er Jahren fingen dann zwei Züchterinnen in den USA und Kanada an, Siamesen mit Burmesen zu verpaaren. Der Nachwuchs aus diesen Verpaarungen hatte eine warme braune Farbe mit dunkleren Abzeichen. Da das Fell der Kätzchen die Züchterinnen an einen Nerz erinnerte, nannten sie die Farbe „natural Mink“ (Nerz). So wurde „Mink“ die Bezeichnung für die Tonkanesenzeichnung. Dies war der Ursprung für den Siegeszug der Tonkanesen im gesamten englischen Sprachraum.
Die ersten Tonkanesen wurden in Kanada registriert. In den 1970er Jahren kamen sie dann so richtig in Mode. Manchmal nannte man sie Golden Siamesen, weil sie fast ausschließlich die Gold-Bronze-Sepia-Färbung hatten, in der man damals überwiegend die Burma gezüchtet hatte.
Manche Rassen sind in der Beliebtheitsskala auf- und abgestiegen. Tonkanesen haben eine stete Aufwärtsentwicklung ohne jede Höhen und Tiefen durchgemacht. Am Anfang rangierten die Tonkanesen auf Platz 17, heute auf Platz 12. Die Rasse ist die siebtgrößte in der CFA was die Registrierung der Würfe betrifft. Die Gesamtzahl der Registrierungen ist in der CFA seit 1990 um 42 % zurückgegangen; dagegen hat sich die Registrierung der Tonkanesen allerdings im gleichen Zeitraum um 30 % erhöht. Einige Zwinger trugen auffallend viel dazu bei, indem sie viele Gewinner produziert haben; insgesamt gibt es aber viele Züchter und Aussteller, die mit Tonkanesen arbeiten. In den letzten zehn Jahren erhielten 238 Tonkanesen einen Grandtitel.
Cristy Bird, eine Siam-Züchterin, hat erst kürzlich frei lebende Katzen in den Straßen von Bangkok fotografiert, die die Fellfärbung und wasserblauen Augen der Tonkanesen hatten.

## Aussehen und Farben
Der Tonkanese ist eine elegante, geschmeidige Katze mit kurzem Seidenfell, die im Typ exakt zwischen Siam und Burma steht. Die Gesamterscheinung ist die vollkommene Verkörperung von Harmonie und Eleganz, ohne Extrem, ohne übertriebene Betonung bestimmter Merkmale. Neben den natural, blue, chocolate und lilac genannten Grundfarben erlaubt der Standard auch die Zucht von Tabbys, Torties (Schildpatt), Rot und Creme.

## Charakter
In der Tonkanese vereinen sich die guten Eigenschaften der Ursprungsrassen, der Siam und der Burmese: Sie ist verspielt, menschenbezogen, unerschrocken, neugierig, aufgeschlossen gegenüber anderen Tieren und freundlich zu Kindern und immer für einen Schabernack zu haben. Obwohl ihre Stimme meist leiser und feiner als die der Siamesen ist, weiß sie sie gekonnt einzusetzen, um ihre Wünsche kundzutun. Sie genießt es, in der Nähe ihres Menschen zu sein und das Geschehen im Haushalt von einem erhöhten Beobachtungsposten aus zu beobachten, vorzugsweise der Schulter des Menschen. Wenn sie einen gelehrigen Menschen hat, bringt sie ihm auch bei, ihr Lieblingsspielzeug zu werfen, so dass sie es immer wieder zurückbringen kann. Tonkanesen sind sehr anhängliche, aber gleichzeitig auch eigene Katzen, die es verstehen, ihren Menschen um die Samtpfote zu wickeln. Tonkanesen sind sehr gesellige Katzen und sollten daher möglichst nie alleine gehalten werden, sondern mindestens zu zweit. Die andere Katze muss nicht zwingend eine Tonkanese sein, doch sollte darauf geachtet werden, dass sie vom Charakter her ähnlich ist, d. h. aktiv, verspielt und gesellig.

## Standard
Auszug aus dem W*F*U Standardbuch (Übersetzung des GCCF-Standards)
Körper: Mittellang bis lang gestreckt, gut ausgewogen, kräftig und muskulös. Brust leicht gerundet, Flanken tief, Hinterteil von den Schultern zum Rumpf leicht ansteigend. Kopf, Körper, Beine, Pfoten und Schwanz sollten im Verhältnis zueinander passe, um einen ausgewogenen Eindruck zu machen.
Beine: Schlank und muskulös, Hinterbeine etwas länger als Vorderbeine.
Schwanz: Sich verjüngend zum Ende, mittellang, weder dick noch peitschenförmig.
Kopf: Oberseite sollte leicht gerundet sein, mit guter Breite zwischen den Ohren, leicht keilförmig, mit einer Schnauze, die weder spitz noch lang ist, und deutlichen, aber nicht überbetonten Schnurrbartkissen. Im Profil  sollte ein leichter „Break“ zu sehen sein, abwärtsführend zum mittelstarken Kinn.
Ohren: Mittelgroß, etwas höher als breit, vorwärts geneigt, mit breitem Ansatz und abgerundeten Spitzen. Gleichmäßig zwischen Seiten und Kopfoberteil platziert, die äußeren Kanten verlängern die Keilform.
Augen: Groß und eindrucksvoll, mehr mandelförmig als rund und gut auseinandergesetzt. Die obere Augenlinie ist leicht nasenwärts geneigt, die untere abgerundet. Jede Schattierung von grünlich-blau oder bläulich-grün ist erlaubt. Die Augenfarbe bei allen Tonkanesen kann in der Intensität variieren, abhängig vom Lichteinfluss und der Stimmung der Katze.
Fell: Dicht anliegend und kurz. Fein, weich, seidig und glänzend.
Farben: Das Fellmuster ist einzigartig, weder pointfarben noch einfarbig. Es unterscheidet sich von Non-agouti- oder Point-Farbvarianten. Ohren, Maske, Beine, Pfoten und Schwanz sollten dunkler getönt sein, in hellere Körperfarben übergehend. Es ist wichtig, dass der Unterschied zwischen Points und Körperfarbe nicht deutlich sichtbar ist. Beine und Pfoten dürfen blasser als die anderen Points sein, müssen aber im Farbton dazupassen. Die Körperfarbe sollte zur unteren Körperhälfte hin stufenweise heller werden. Der Körper sollte bei ausgewachsenen Non-agouti-Tieren ohne Tabby-Zeichnung sein; die Farbe wird am Haaransatz heller. Bei Jungtieren kann sich die Fellfarbe langsam entwickeln und leichte Geisterzeichnung zeigen, die nicht als Fehler betrachtet werden sollte.
Der Körper sollte in einem helleren Farbton als die Points und ohne Tabby-Zeichnung sein. Die Pfotenballen können heller als der Nasenspiegel gefärbt sein und rosig durchscheinen. Bei roten oder cremefarbenen Erwachsenen kann eine leichte Geisterzeichnung vorhanden sein, sollte aber bei einer typvollen Katze nicht in Betracht gezogen werden.
Alle Farben, wie sie bei den Ursprungsrassen vorkommen, sind erlaubt. Die drei Farbvarianten unterscheiden sich hauptsächlich durch den Kontrast zwischen Point- und Körperfarbe sowie Augenfarbe und erhalten aufgrund dessen den entsprechenden Zusatz zu der jeweiligen Farbe.
Mink

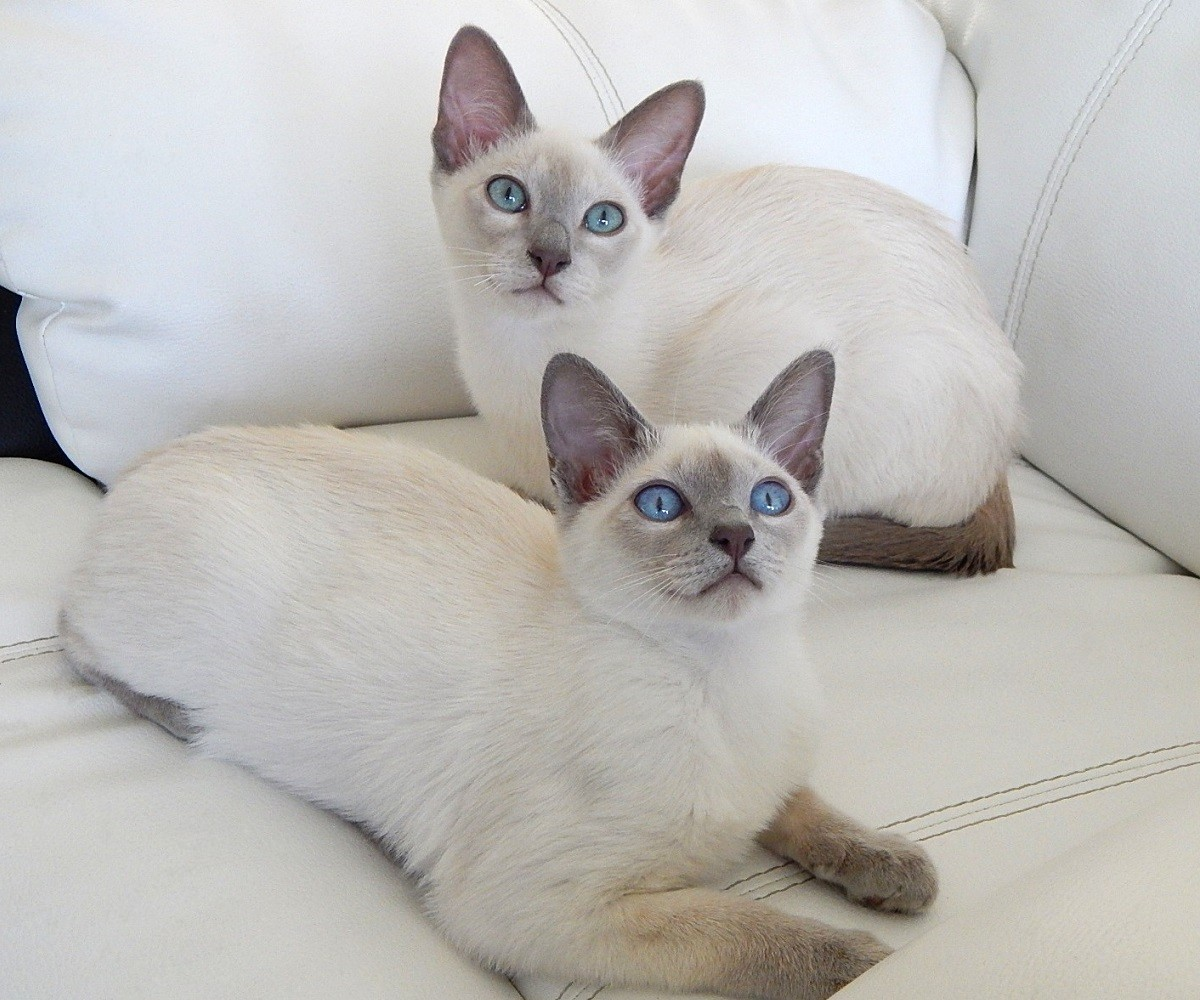
Lilac mink

Leichter Kontrast, Körperfarbe etwas heller als die Farbe der Points
Augenfarbe: blaugrün bis grünblau
Sepia
Kaum Kontrast zwischen Körper- und Pointfarbe.
Augenfarbe: alle Blautöne
Point
Starker Kontrast zwischen Körper- und Pointfarbe.
Augenfarbe: alle Blautöne
Natural mink:
Körper: mittleres Braun, rötlich leuchtend akzeptiert.
Points: dunkelbraun
Nasenspiegel: dunkelbraun
Fußballen: mittel- bis dunkelbraun
( kann einen rosigen Unterton haben)
Champagner mink:
Körper: lohfarbenes Creme bis Beige,
rötlich leuchtend akzeptiert.
Points: mittelbraun
Nasenspiegel: zimtbraun
Fußballen: zimtrosa bis zimtbraun
Blau mink:
Körper: weiches Blaugrau mit einem warmen Überton
Points: schieferblau
Nasenspiegel: blaugrau
Fußballen: blaugrau (kann einen rosigen Unterton haben)
Lilac mink: (Platinum mink)
Körper: helles Taubengrau mit zartem rosa Schimmer
Nasenspiegel: lavendel – rosa
Fußballen: rosa

## Genetik
Die besondere Vererbung
Bei den Tonkanesen gibt es eine Besonderheit, was die Fellfarbe und einige andere Merkmale betrifft. Diese vererben sich nicht auf dominante oder rezessive Weise, sondern intermediär, d. h. die Merkmale vermischen sich zumindest bei den Tieren, welche die Tonkanesen-Zeichnung aufweisen. Denn die Erbanlagen der Siam prägen das Aussehen genau so stark wie die der Burma. Diese Form der Vererbung ist eine Besonderheit, die beim dominant-rezessiven Erbgang nicht auftritt. Ist es bei den meisten Katzenrassen möglich, bereits in der fünften Generation die Rasse rein herauszuzüchten (herauszumendeln) und nur noch Kätzchen zur Welt zu bringen, welche sowohl äußerlich als auch genetisch dieselben Rassemerkmale tragen.
Beim intermediären Erbgang gibt es immer einen bestimmten Prozentsatz von burma- und siamfarbigen Jungtieren. Diese Aufspaltung bezieht sich jedoch nur auf den Farbtyp, die Kätzchen sind alles Tonkanesen.
Darum gibt es Tonkanesen in drei verschiedenen Farbausprägungen der Points:
Points in MINK =  Tonkanesenausprägung Gen-Code cscb
Points in SOLID = Ausprägung im Burmatyp Gen-Code cbcb
Points in POINTED = Ausprägung im Siamtyp Gen-Code cscs
Die Farbvielfalt erstreckt sich über die Vollfarben brown, blue, chocolate, lilac, red, cream, caramel und aprikot, der Tortie, Tabby und Tortie-Tabby-Varianten, sowie der zuvor bezeichneten Points-Ausprägung auf 78 Farbvarianten.
Da Tonkanesen meistens hell geboren werden, ist es anfangs oft schwierig zu bestimmen, welchem Farbtyp die Katzenbabys entsprechen. Die endgültige Fell- und Augenfarbe ist oft erst mit Vollendung des 2. Lebensjahres fertig entwickelt.
Der amerikanische Typ der Tonkanesen ist schwerer und rundlicher, ausgehend vom US-Typ der Burma-Katze. Der englische Tonkanesentyp ist schlanker und mit stärkerer Anlehnung an den Siamtyp erlaubt.

## Zucht
Tonkanesen werden durch die Zuchtverbände noch nicht lange als eigenständige Rasse anerkannt. Die Rasse besitzt eine komplizierte Farbgenetik. Als mischerbige Katzen spalten sich ihre Kinder auf in „siamfarbene Pointtiere“, „tonkanesenfarbene Mink“ und in „burmafarbene Sepia“. Der endgültige Standard wurde im Jahre 1972 durch den kanadischen CCA festgelegt. Nach der Erstverpaarung Siam × Burma sollten nur noch Tonkanesen mit Tonkanesen verpaart werden. Damit wird der Typ gefestigt und die Rasse stabilisiert. Die meisten Züchter in Mitteleuropa richten sich nach dem Zuchtstandard der britischen GCCF.